# دشت درمنه

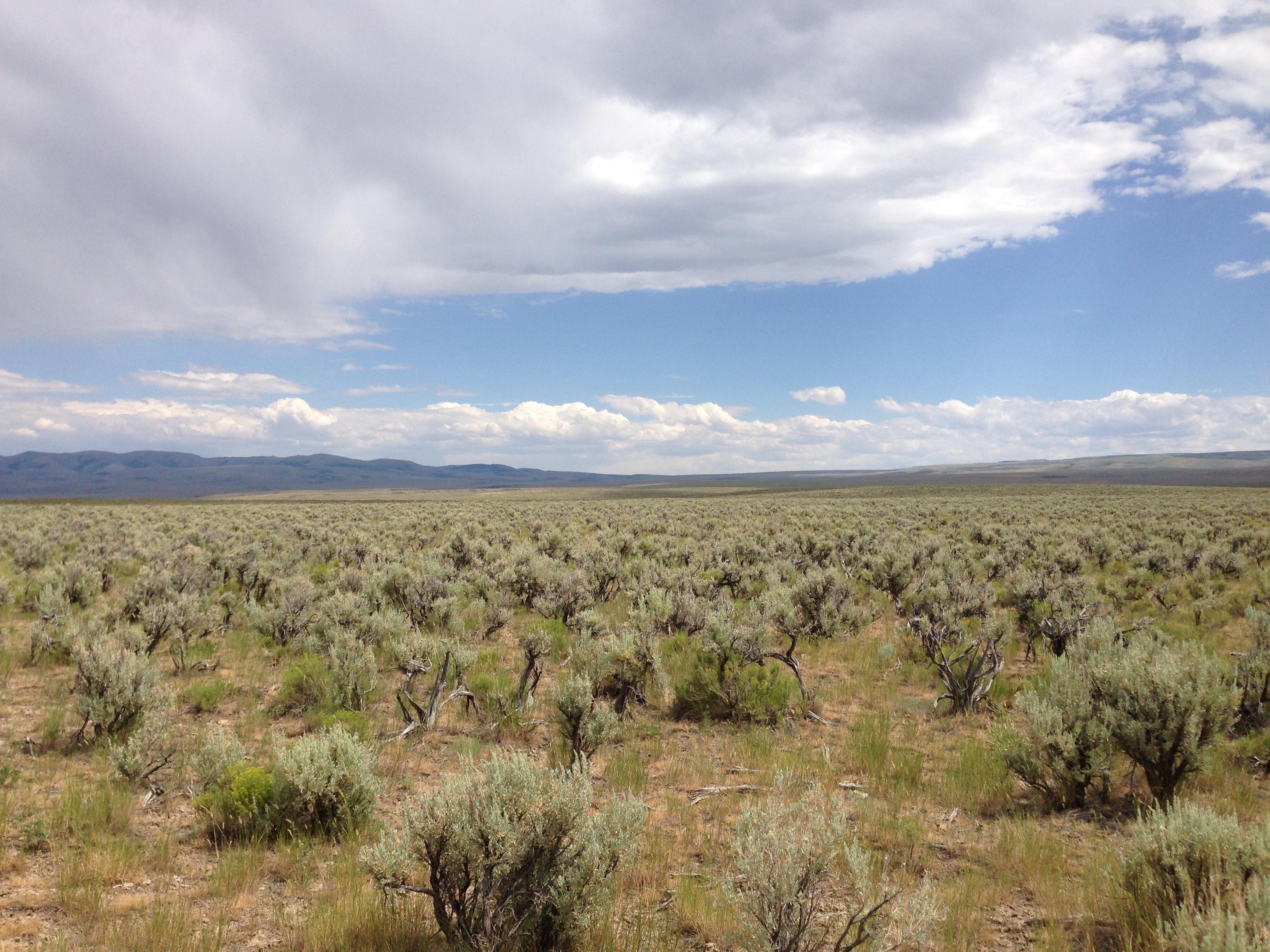
دشت درمنه با درمنه بزرگ، منطقه حوضه بزرگ در شهرستان اوویه، آیداهو

دشت درمنه دشت درمنه‌زار (به انگلیسی: Sagebrush steppe)، نوعی استپ بوته‌زار است، جامعه‌ای گیاهی که با وجود بوته‌ها مشخص می‌شود و معمولاً درمنه، هر یک از گونه‌های مختلف از سردهٔ درمنه، غالب است. این اکوسیستم در غرب بین‌کوهستانی در ایالات متحده یافت می‌شود.